# 克里維科利納
48°48′28″N 30°51′14″E / 48.80778°N 30.85389°E
克里維-科利納（烏克蘭語：Криві Коліна）是位於烏克蘭中部的村莊，由切爾卡瑟州裡茲韋尼霍羅德卡區的塔利內市鎮負責管轄。該村處於吉爾西基季基奇河畔，面積7.37平方公里，海拔高度117米，2001年人口717，人口密度每平方公里97.29人。